# Ерментруда (дъщеря на Лудвиг Заекващия)
Ерментруда (на френски: Ermentrude, * 875) e най-възрастната дъщеря на западнофранкския крал Луи II Заекващия от род Каролинги от втория му брак с Аделаида от Фриули († 901), внучка на Лудвиг I Благочестиви. Тя е полусестра на кралете Луи III и Карломан II, и по-голяма сестра на крал Шарл III.
Тя се омъжва през 888 г. вероятно за граф Регинар I († 915), основател на род Регинариди.
Тя има дъщеря Кунигунда, омъжена за Вигерих и е баба на императрица Кунигунда Люксембургска